# Carel de Moor
Carel de Moor (1655 – 1738) fue un pintor y grabador neerlandés. Nacido en Leiden, hijo tal vez de un tratante de arte o según otros de un pintor homónimo, fue alumno de Gerard Dou. Fue miembro del Gremio de San Lucas de Leiden. Fueron discípulos suyos Pieter Lyonet, Andrei Matveev, su propio hijo Carel Isaak de Moor, Arent Pijl, Arnout Rentinck, Nicolaas Six y Mattheus Verheyden.